# Каракудук (мис)
44°37′40″ пн. ш. 50°31′36″ сх. д. / 44.62778° пн. ш. 50.52667° сх. д.
Каракуду́к — мис на півночі півострову Тупкараган. Вдається у Каспійське море. Знаходиться на прибережній низовині, високий берег (висота 138 м) обмежує його з півдня.
Біля мису у водах Каспійського моря розкидані підводні камені та надводні кекури.
| Казахстан | Це незавершена стаття з географії Казахстану. Ви можете допомогти проєкту, виправивши або дописавши її. |